# VL10
A VL10 (ru: ВЛ10) é uma locomotiva elétrica  dupla de corrente contínua (DC) para cargas em tronco principal usada na União Soviética e que ainda se encontra em operação hoje, operada pela companhia ferroviária estatal russa РЖД (RZhD), pela ferrovia ucraniana Укрзалізниця (УЗ 'UZ') e pela ferrovia da Geórgia საქართველოს რკინიგზა (JSC GR). A sigla VL representam as iniciais do nome de Vladmir Lenin (ru: Владимир Ленин), depois que a classe foi nomeada.

## Galeria

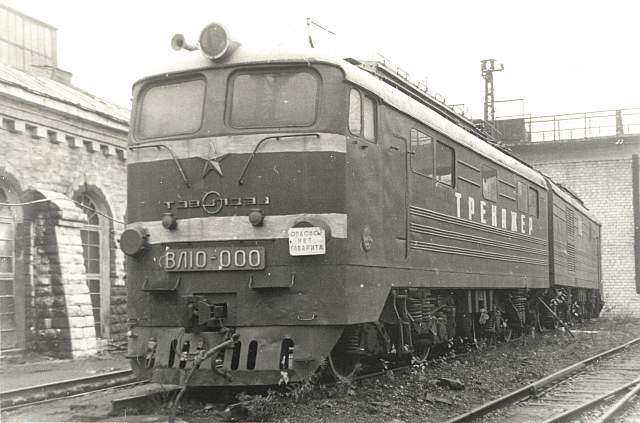
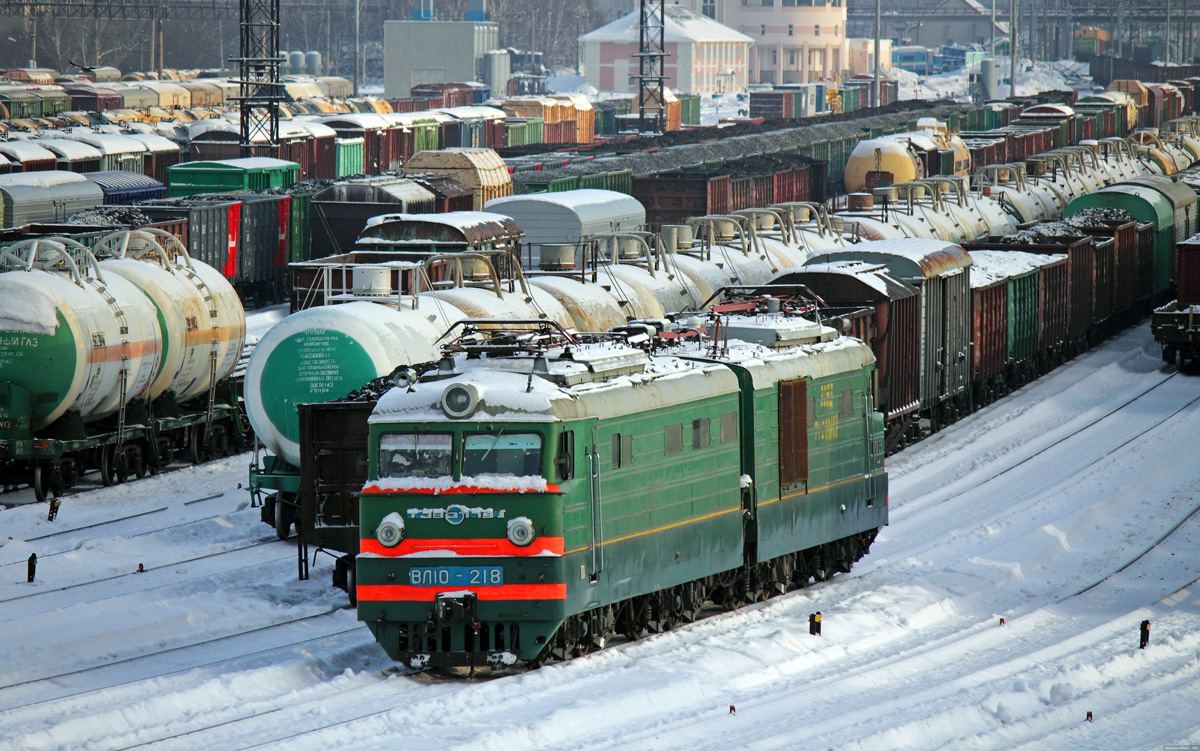
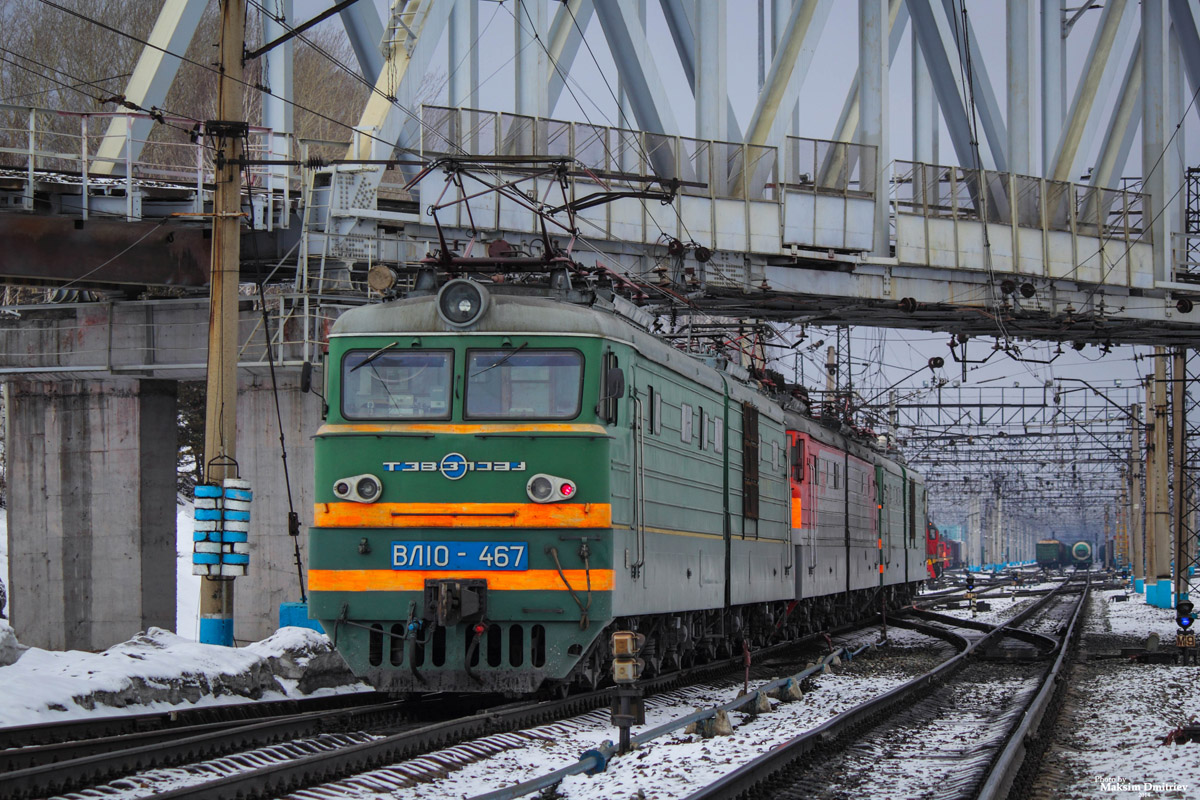
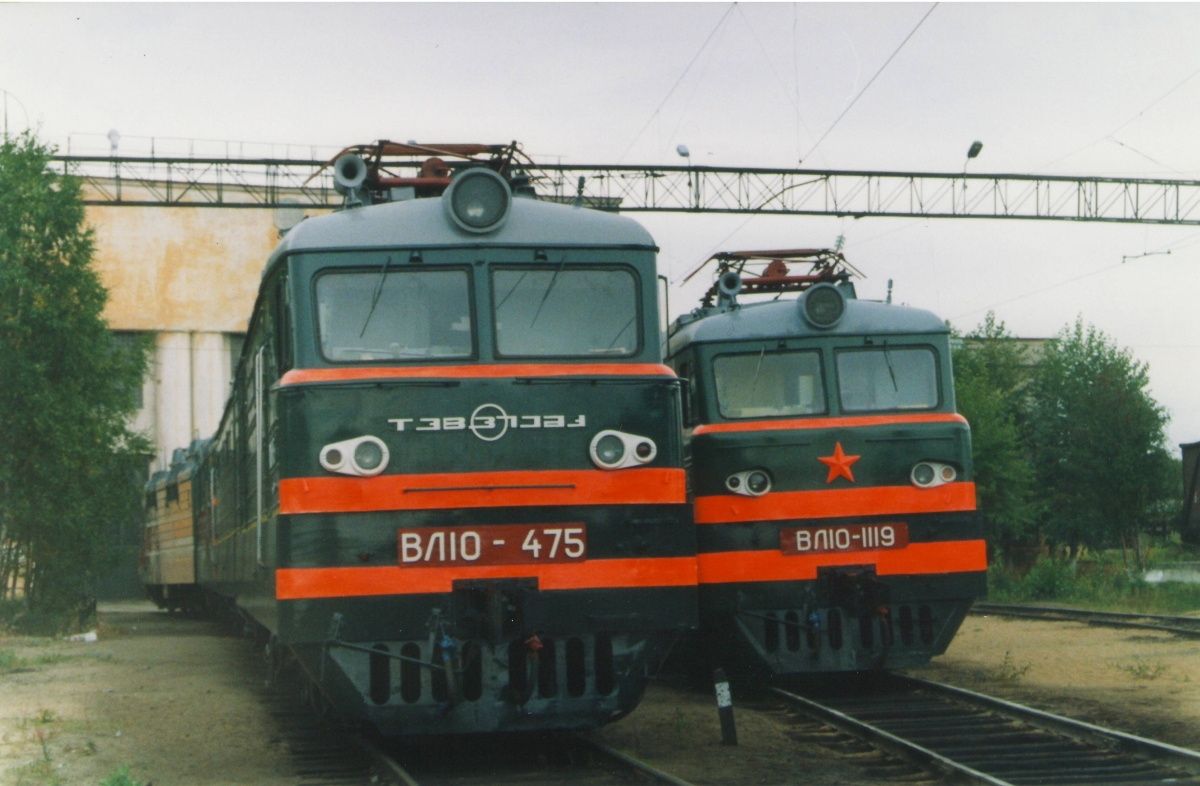
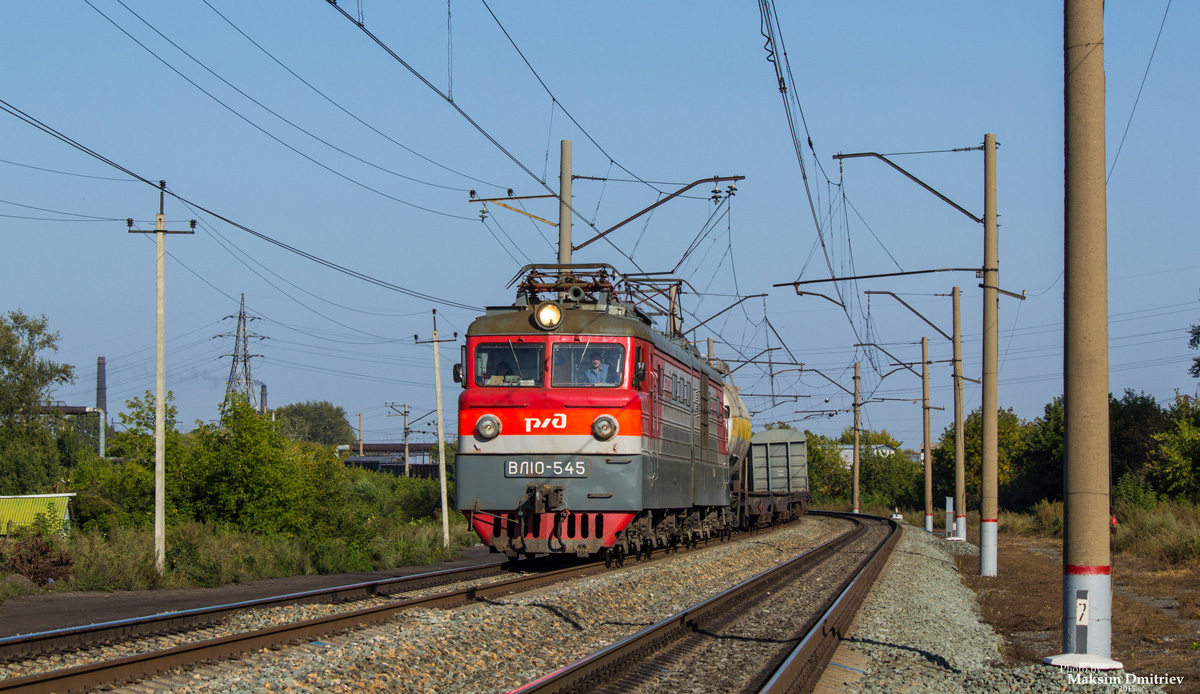
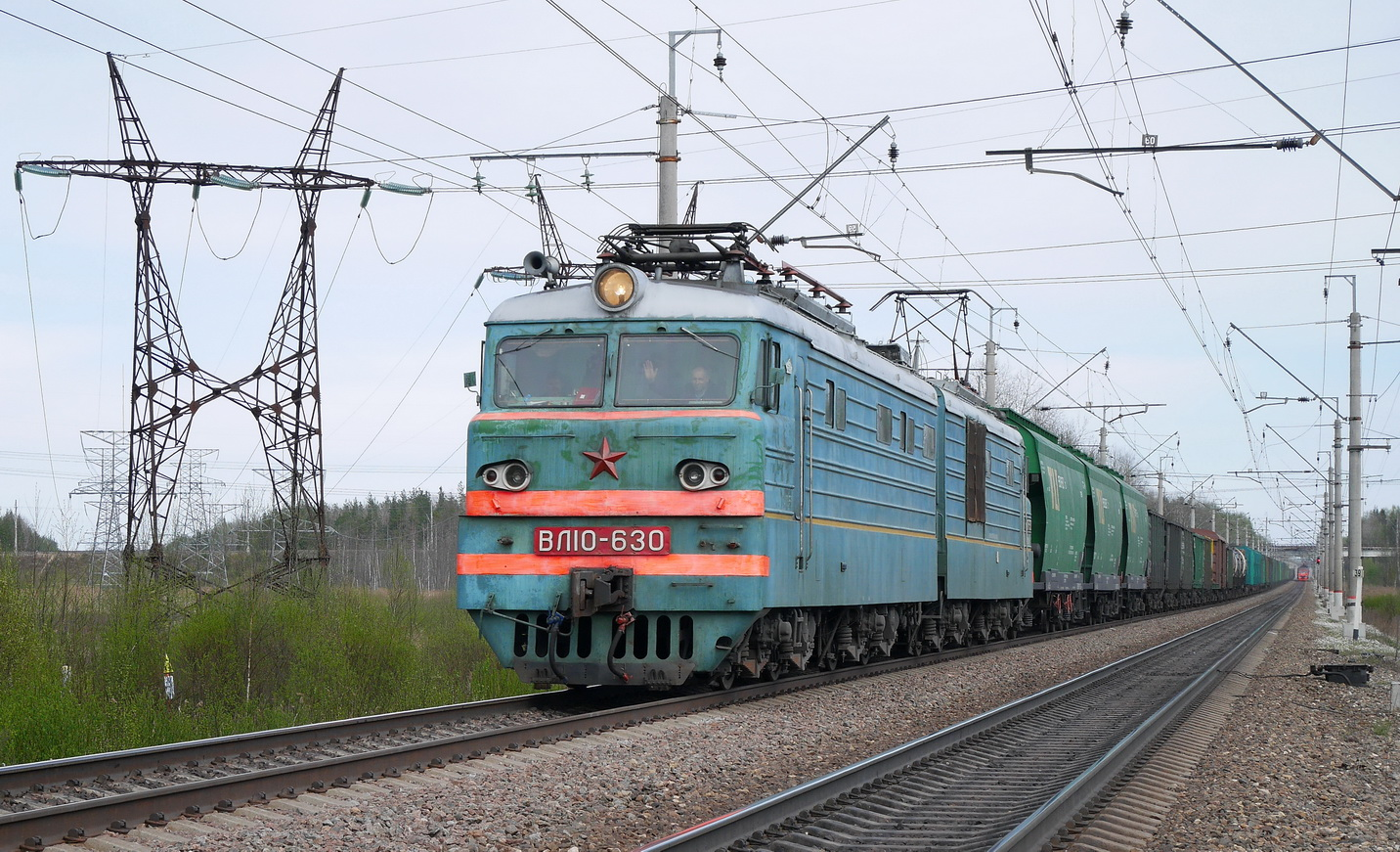
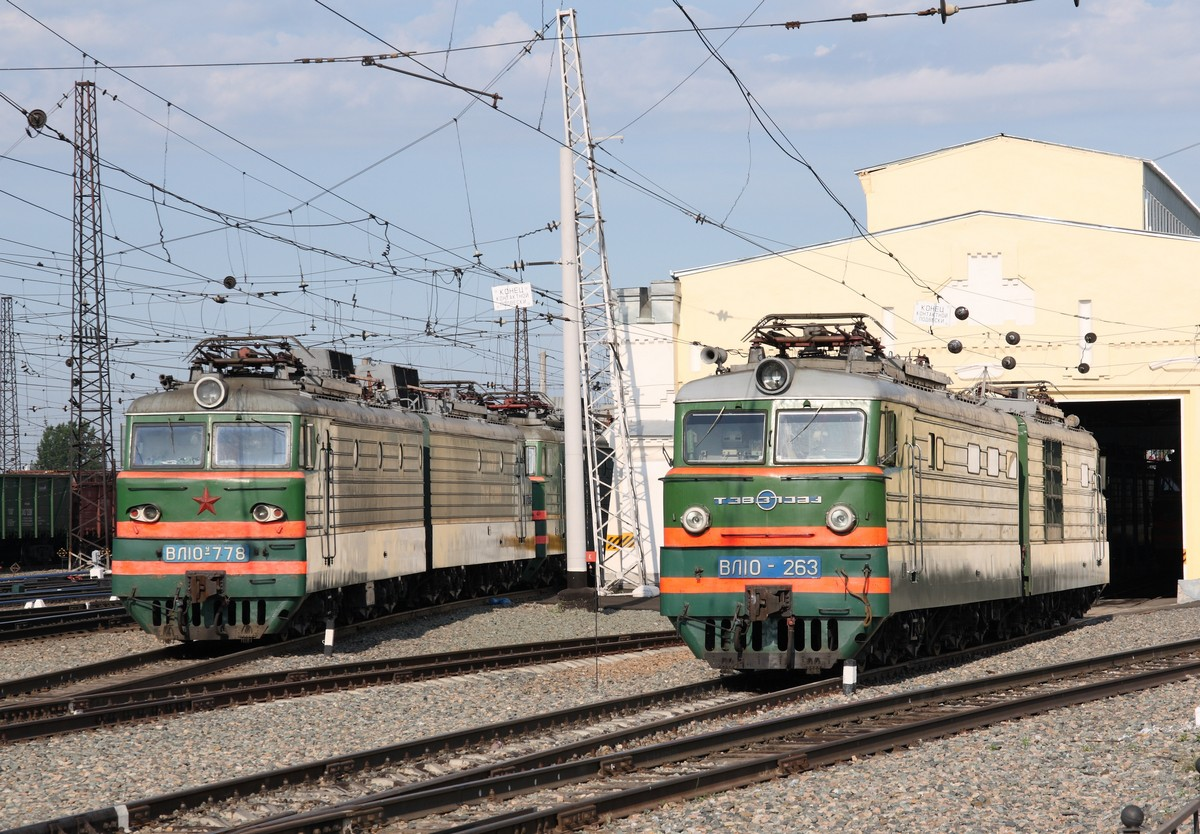
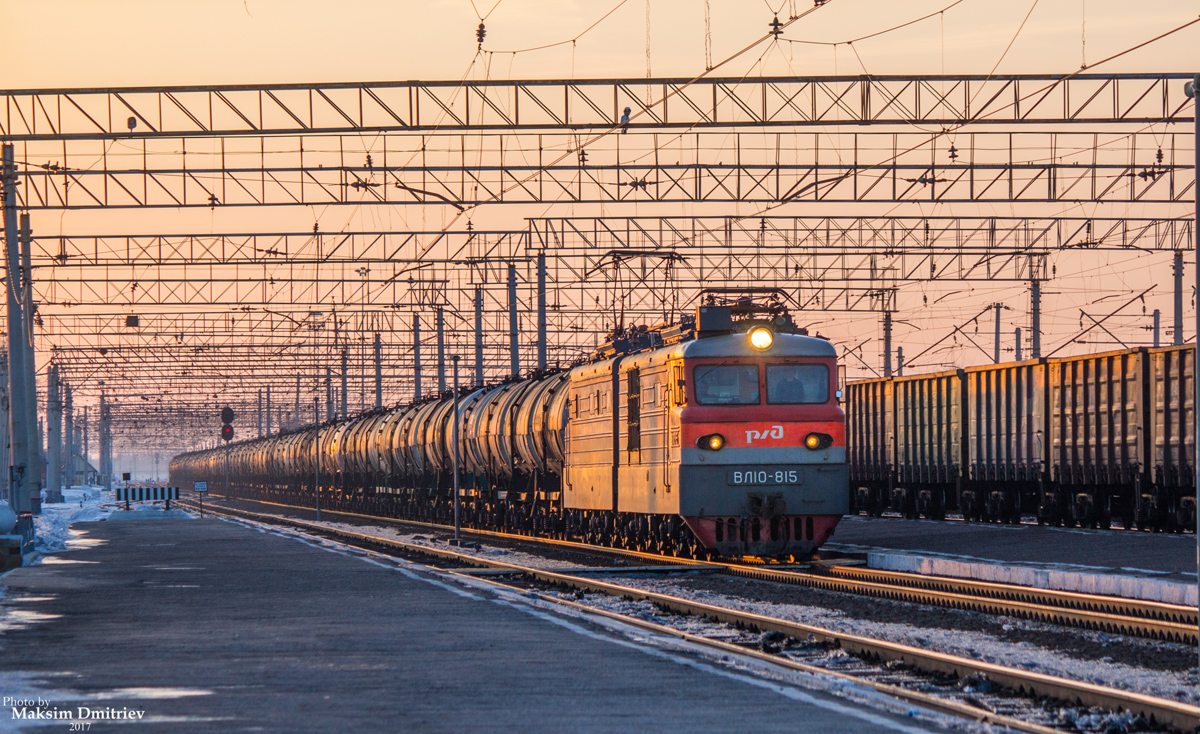
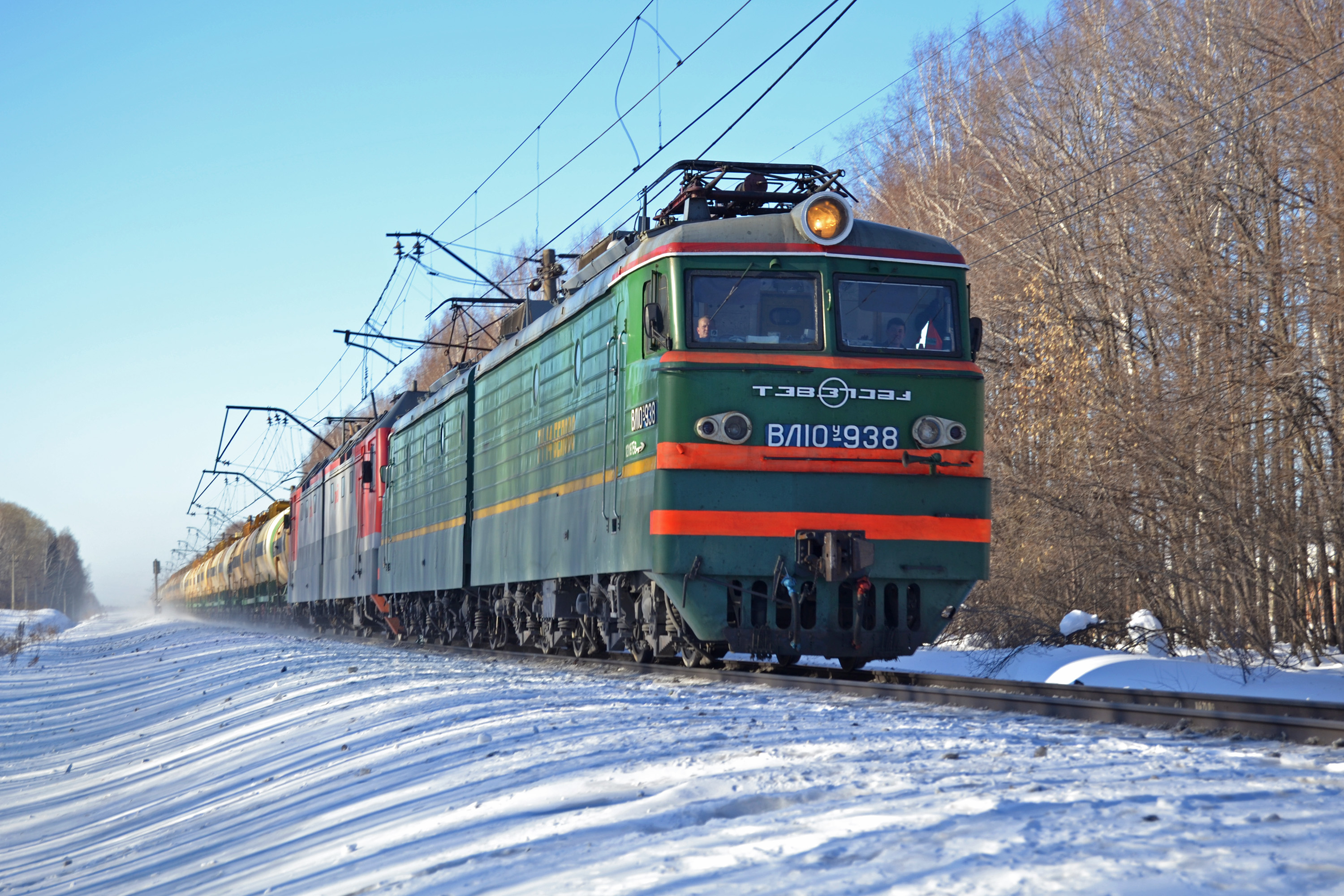
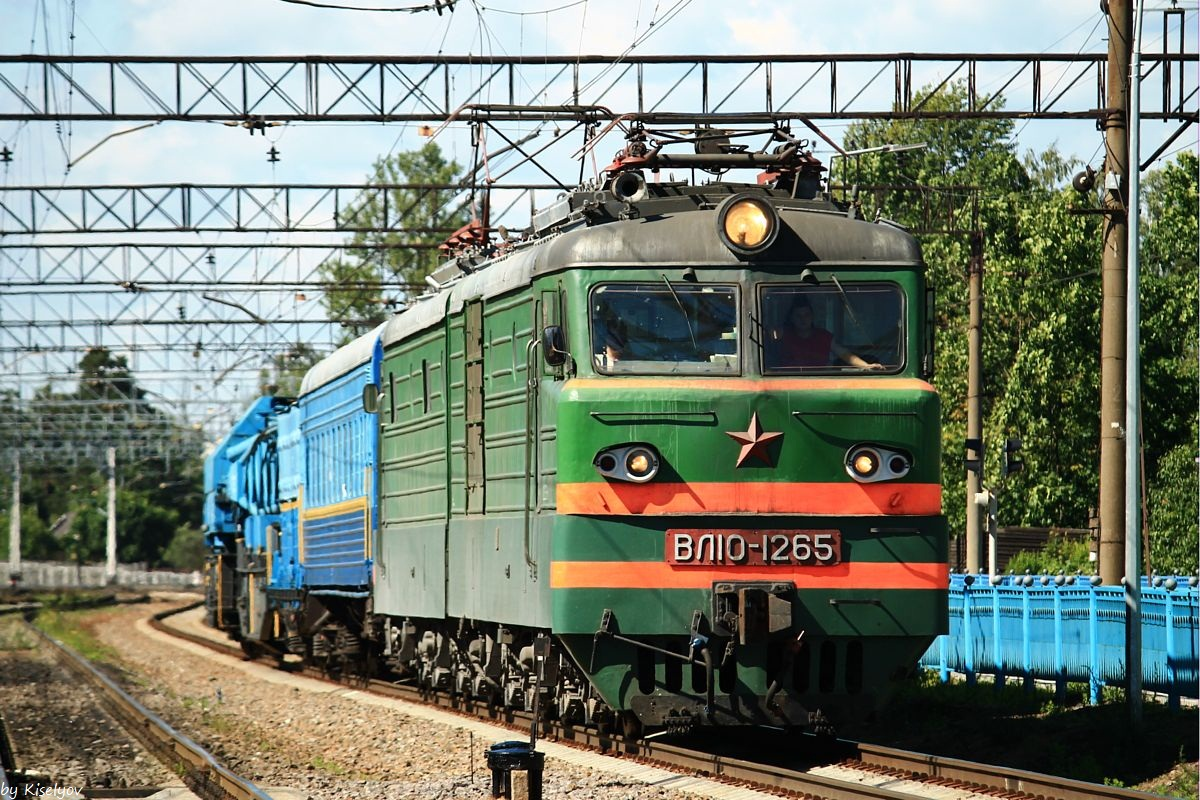
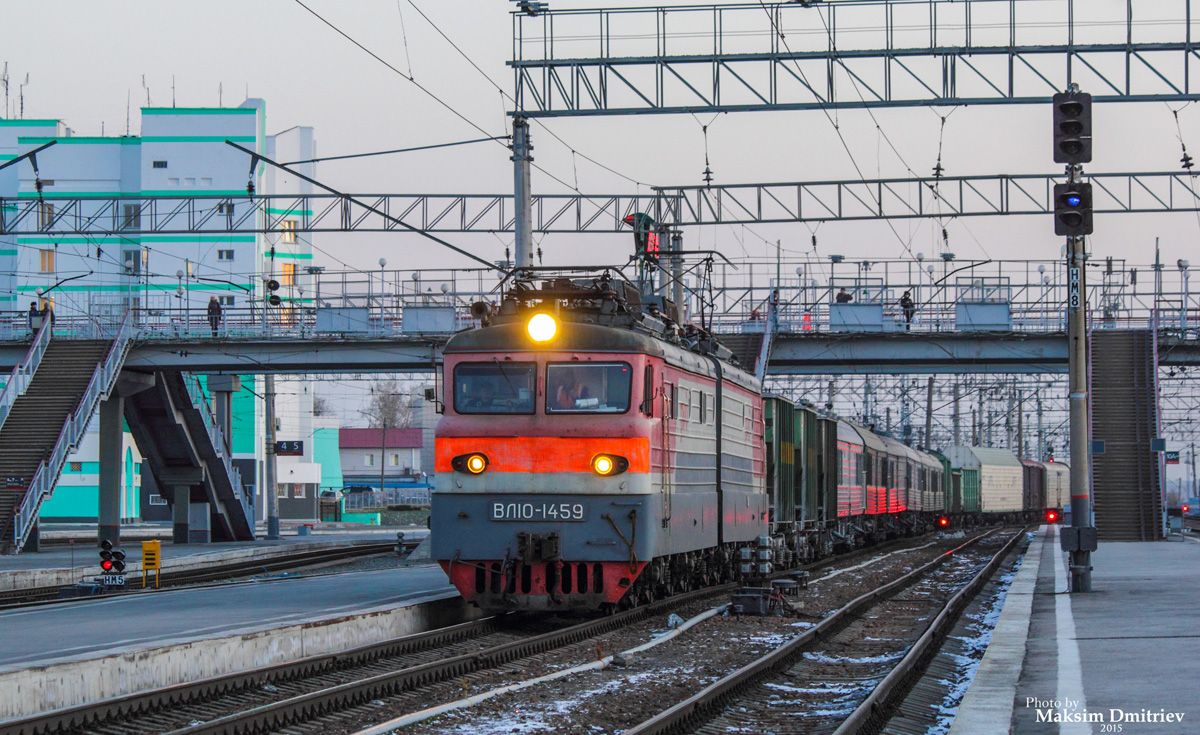
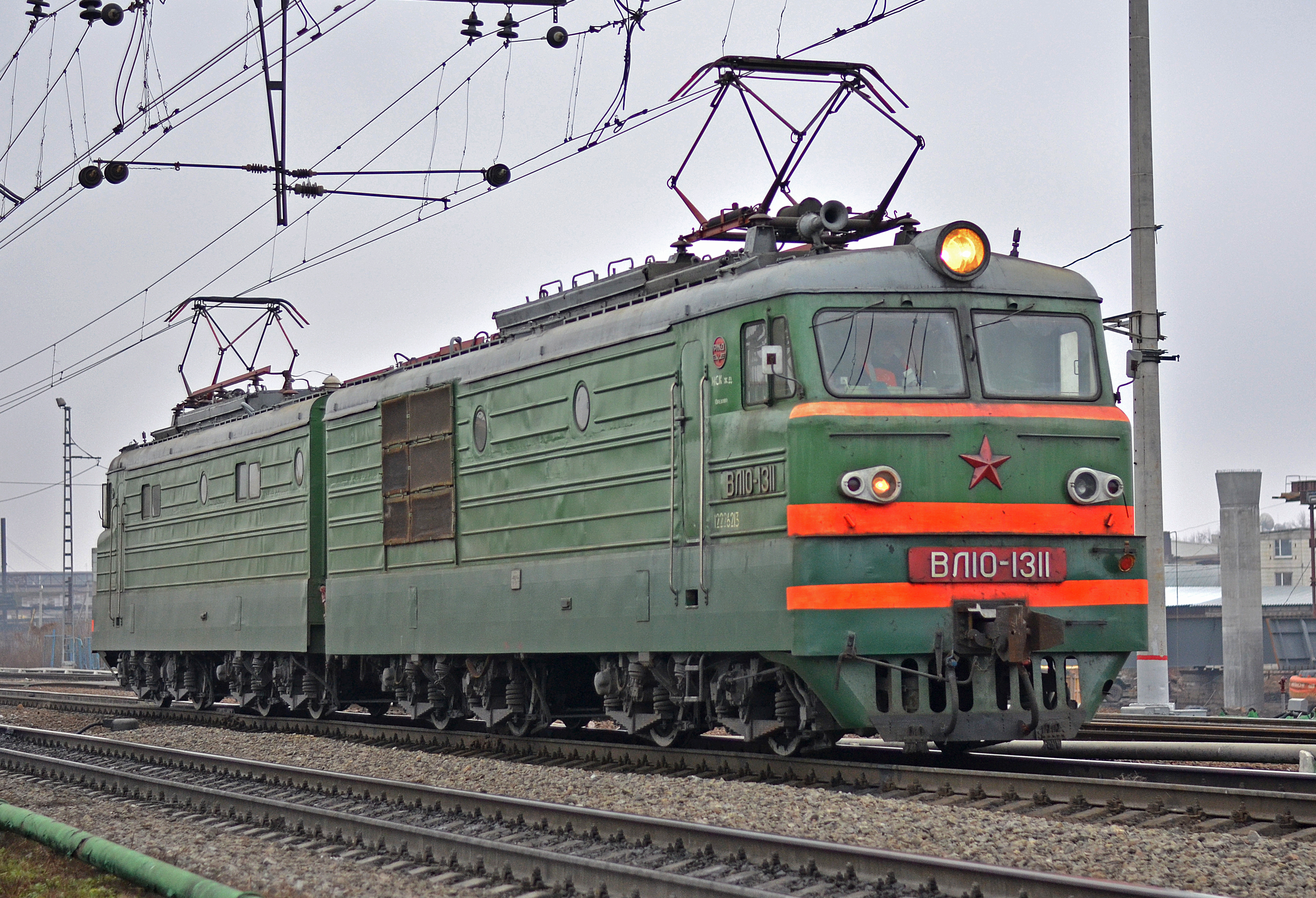
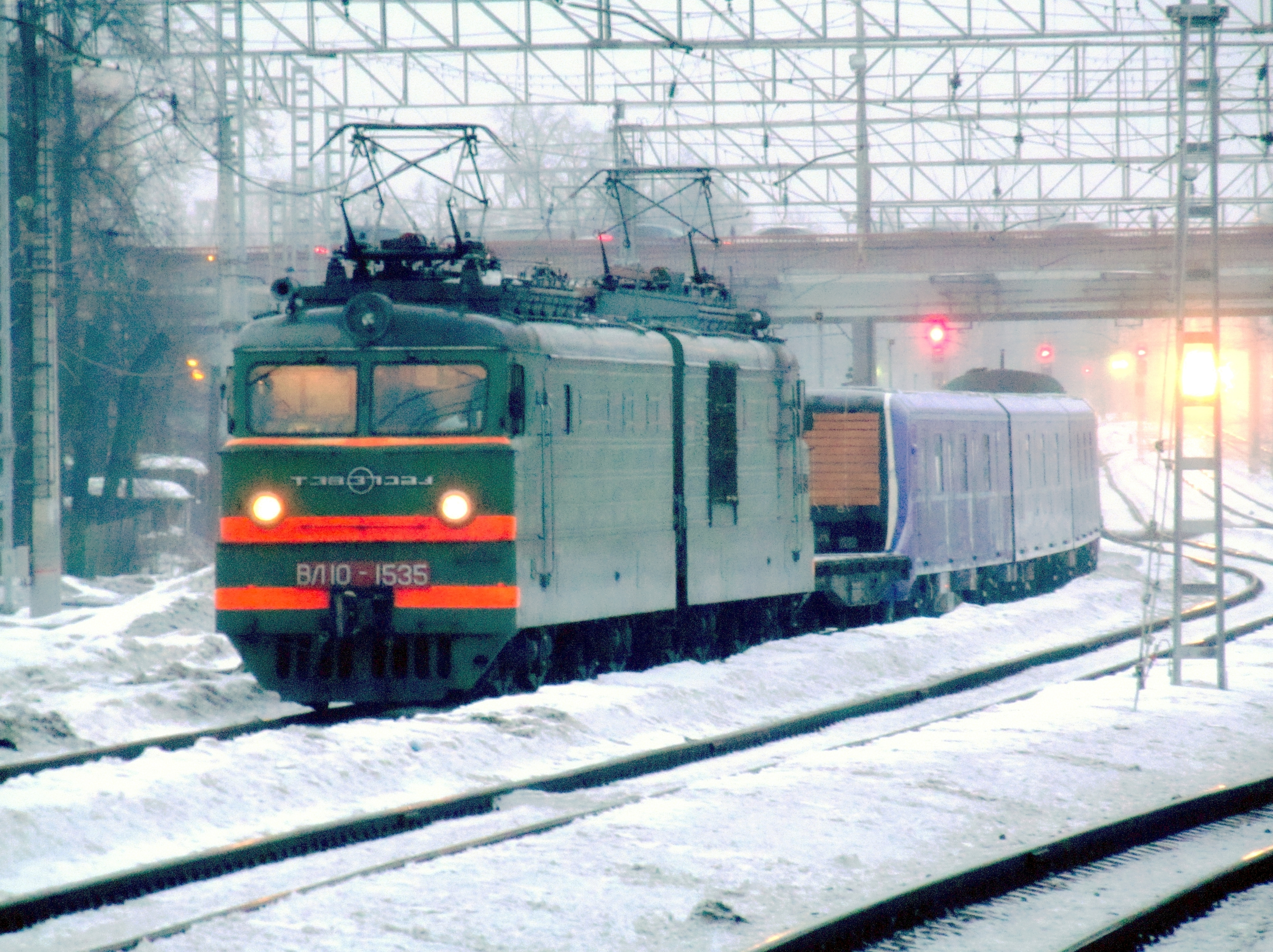
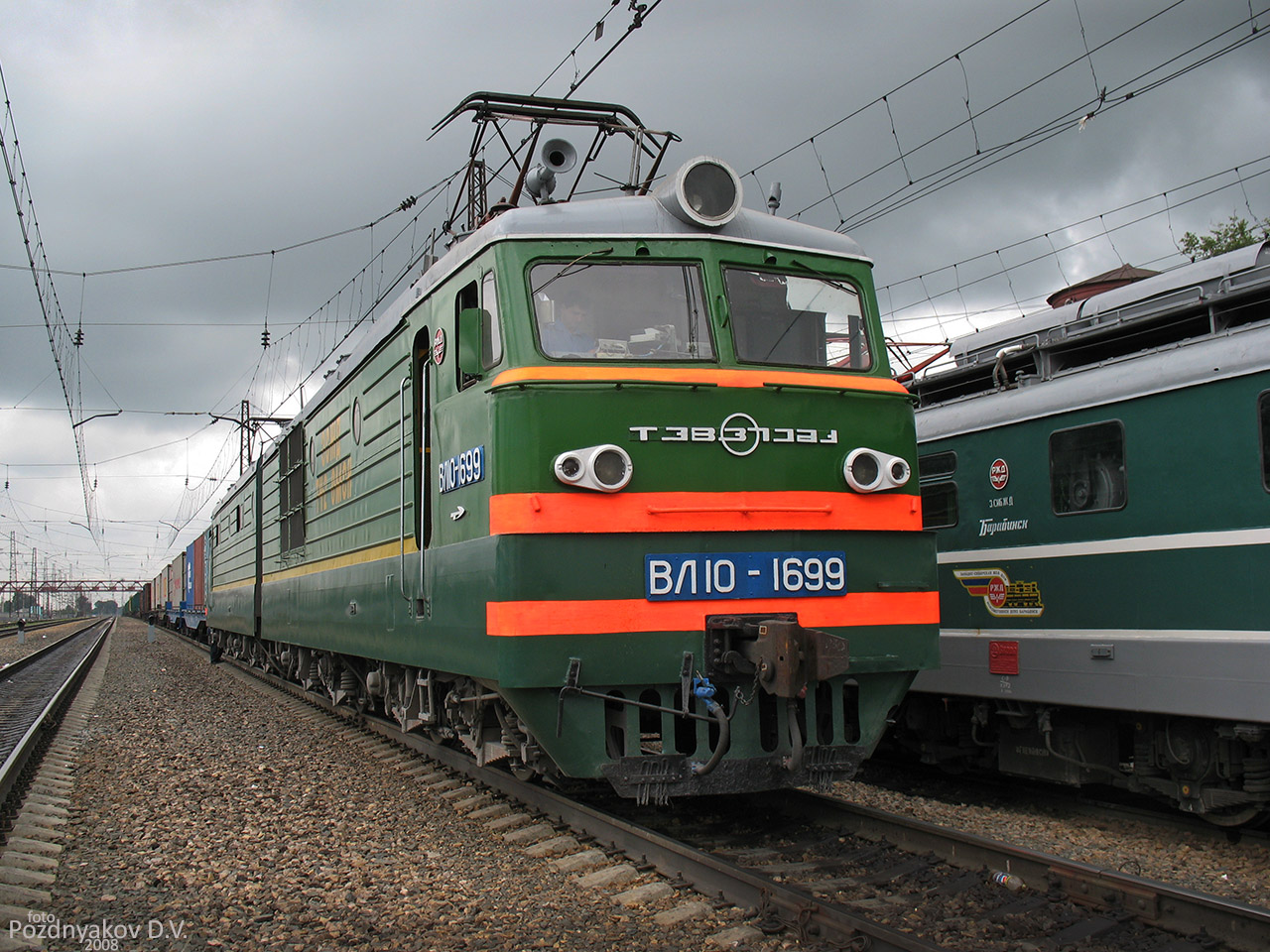
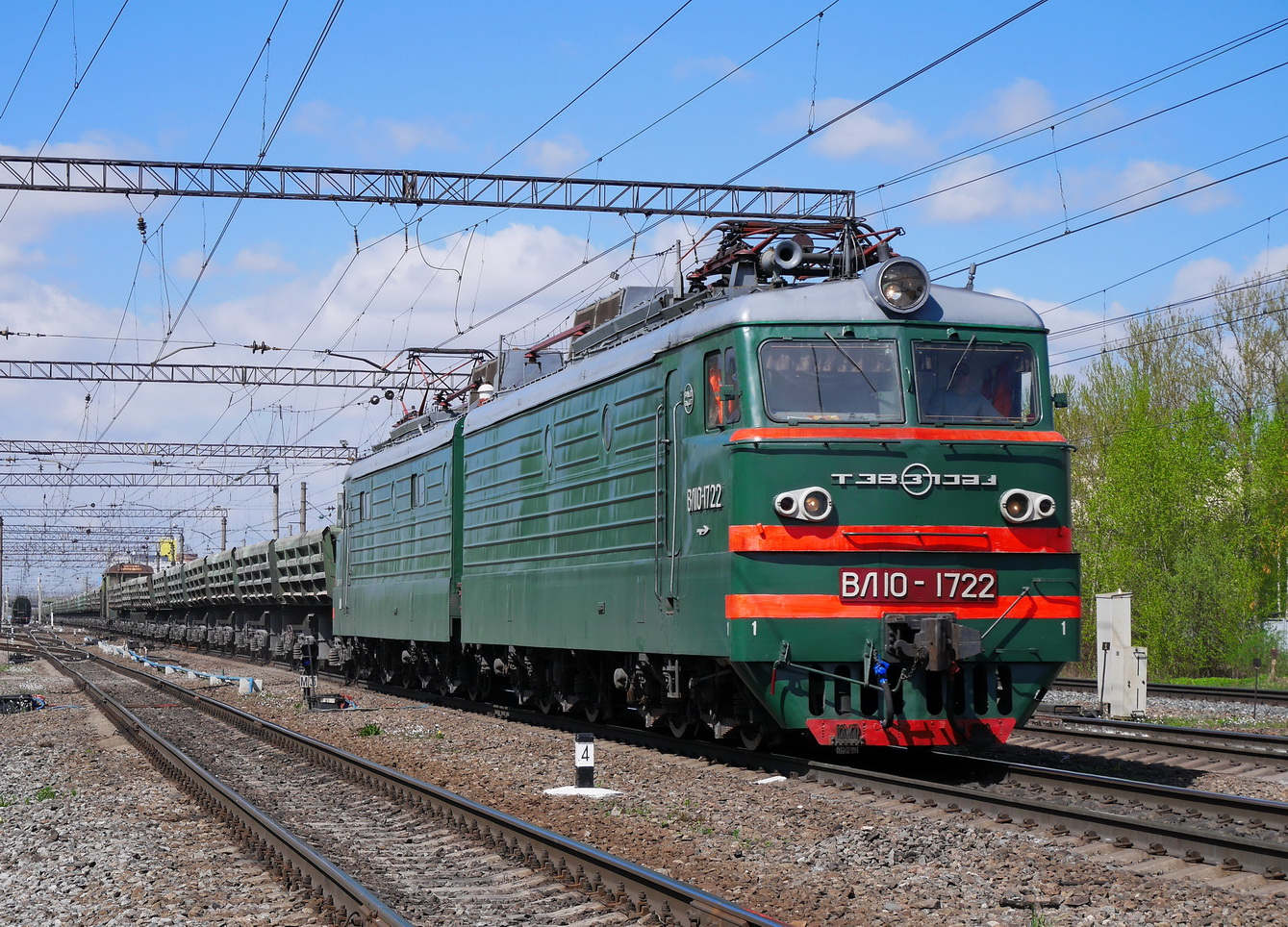
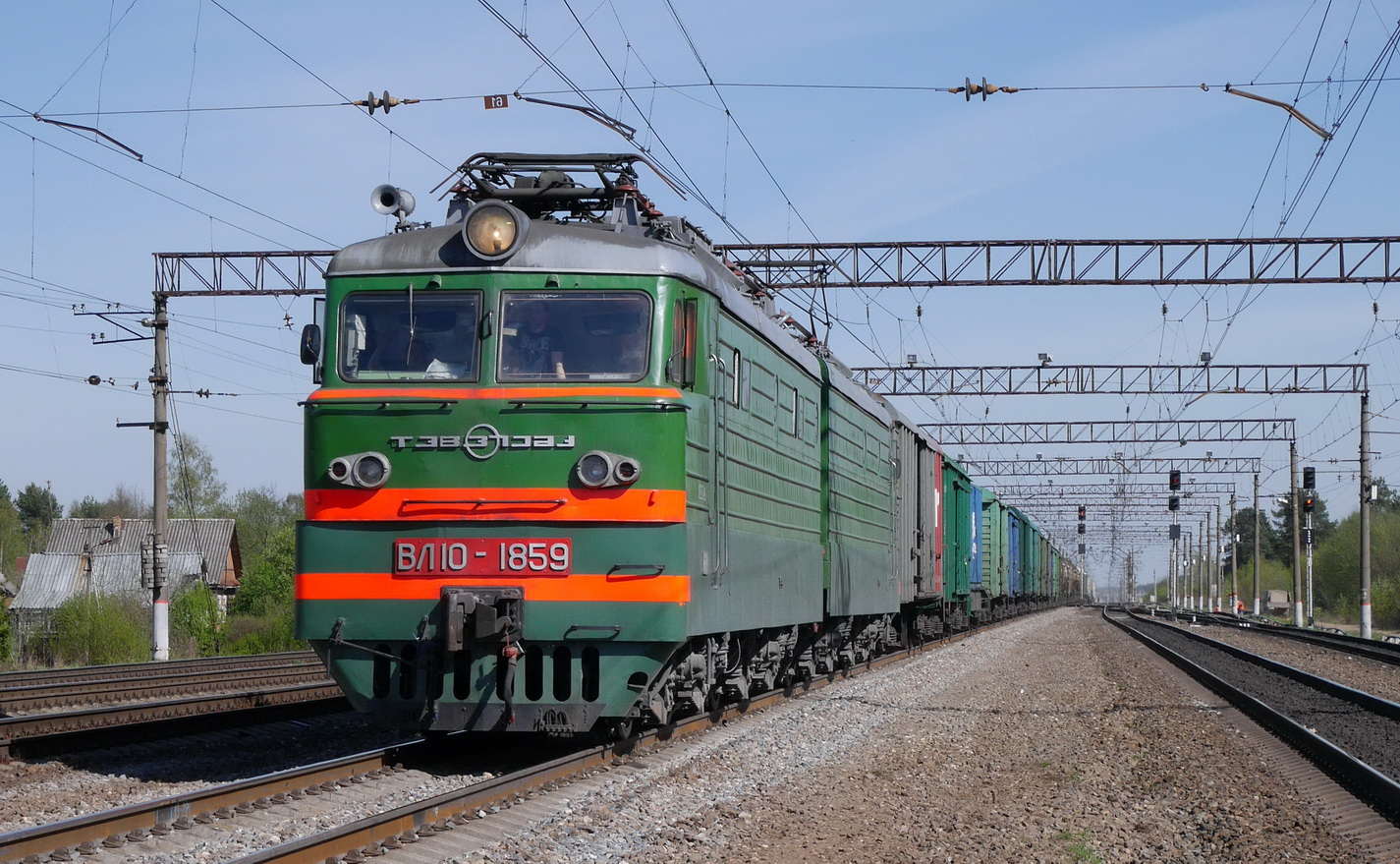
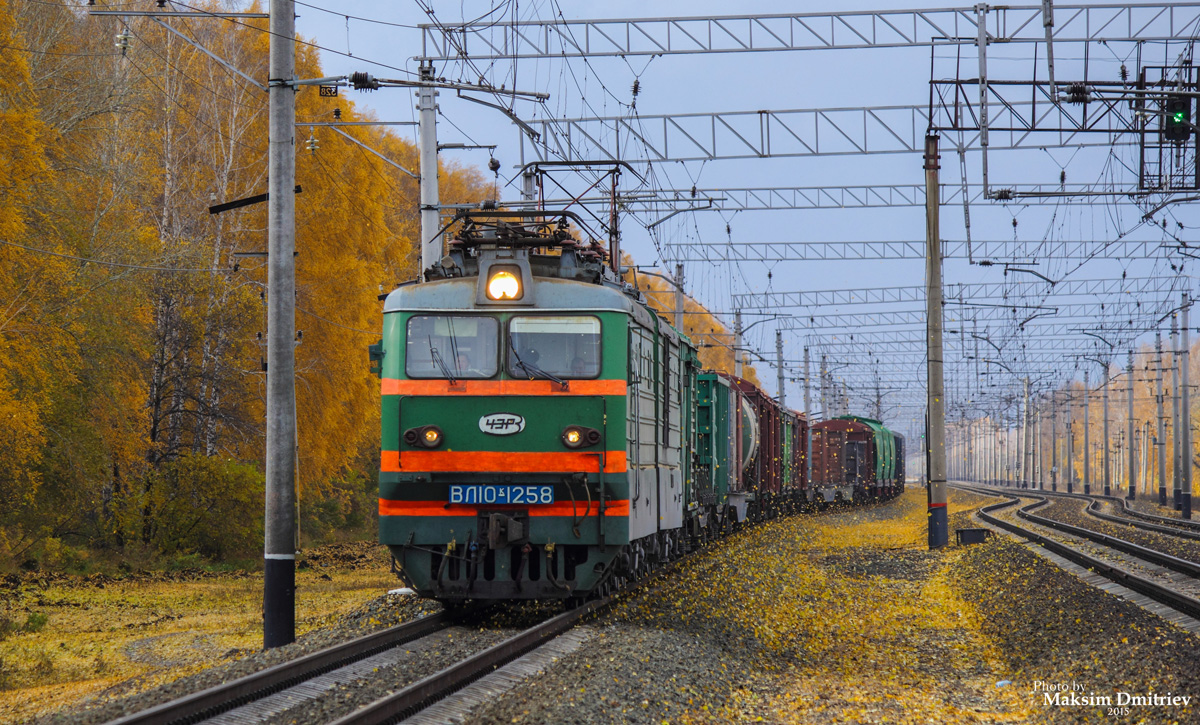
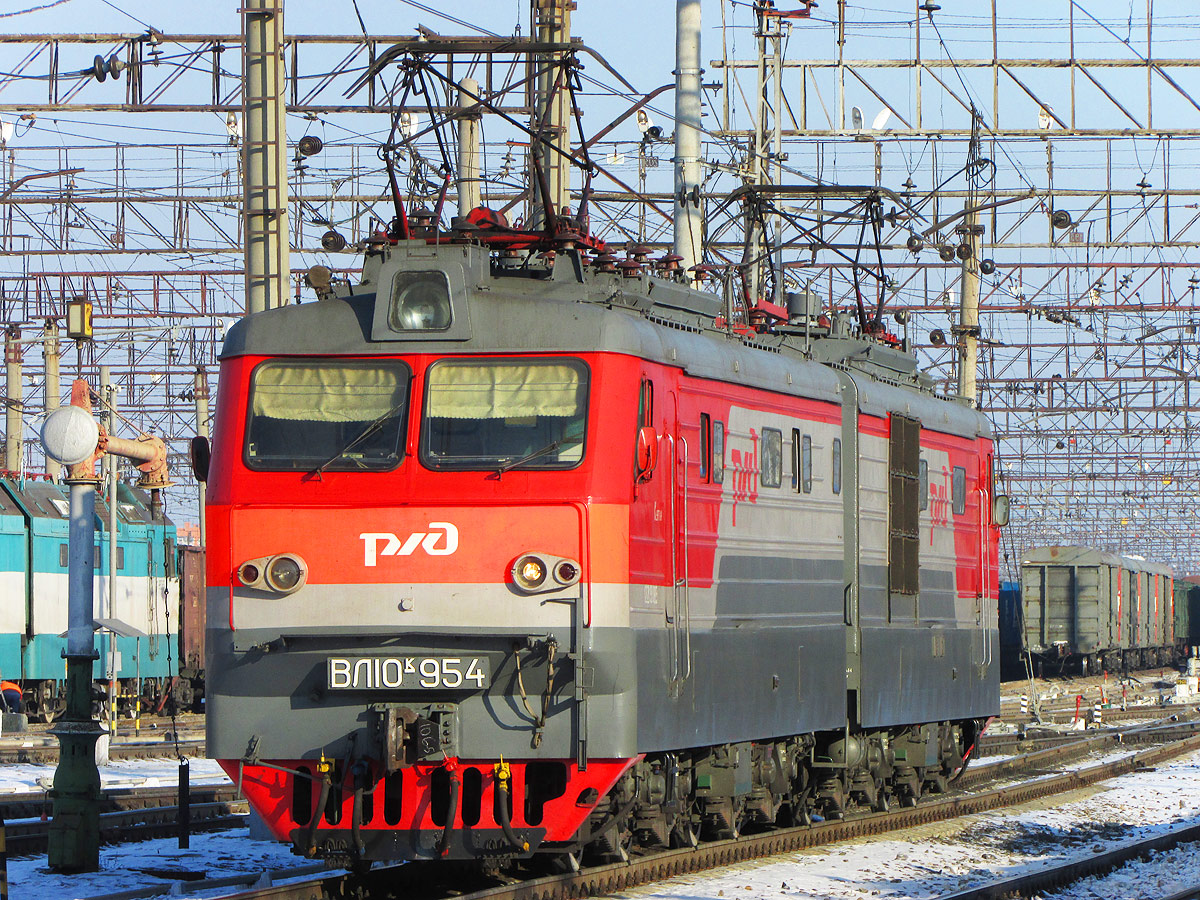
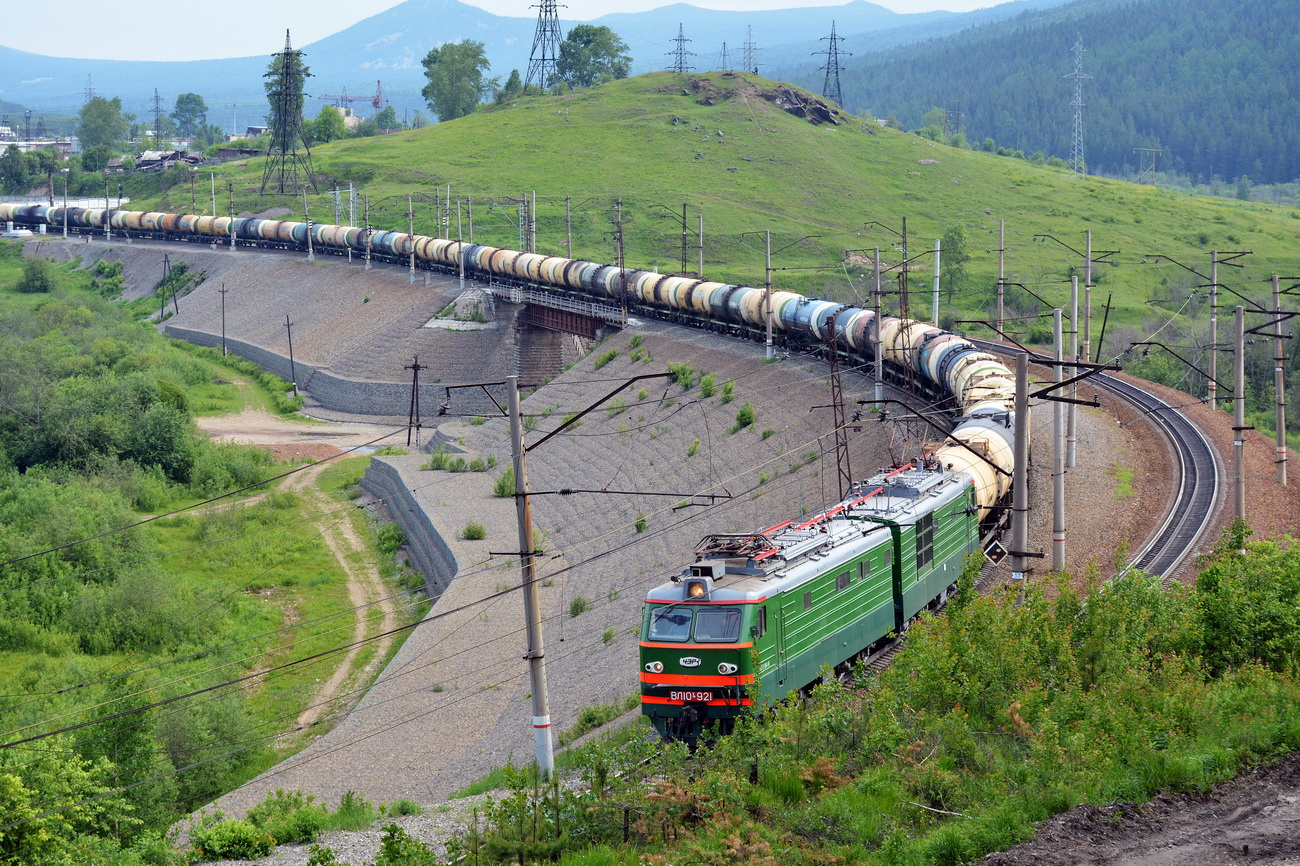